# Massen-Niederlausitz
Massen-Niederlausitz (niedersorbisch Mašow-Dolna Łužyca) ist eine amtsangehörige Gemeinde im Landkreis Elbe-Elster im Süden Brandenburgs. Die Gemeinde ist der Verwaltungssitz des Amtes Kleine Elster (Niederlausitz).

## Geographie
Massen-Niederlausitz liegt im südöstlichen Teil des Landkreises Elbe-Elster unmittelbar nordöstlich der Stadt Finsterwalde. Weitere größere Städte in der Nähe sind Senftenberg (rund 22 Kilometer südöstlich), Lübbenau (rund 30 Kilometer nordöstlich) und Cottbus (rund 45 Kilometer nordöstlich).
Die Gemeinde Massen-Niederlausitz grenzt im Norden an Crinitz, im Nordosten an Luckau (im Landkreis Dahme-Spreewald), im Osten an Calau und Bronkow (beide im Landkreis Oberspreewald-Lausitz), im Südosten an Sallgast, im Süden an Lichterfeld-Schacksdorf, im Südwesten an Finsterwalde und im Nordwesten an Sonnewalde.

## Gemeindegliederung
Nach ihrer Hauptsatzung gliedert sich die Gemeinde in sechs Ortsteile:
- Babben (niedersorbisch Babin)[5]
- Betten (Butyń)[6]
- Gröbitz (Grobice)[7] mit dem Wohnplatz Gröbitz Siedlung (teilw. zu Massen)
- Lindthal mit den Wohnplätzen Obermühle und Rehain (Rydań) und Siedlung Erika
- Massen (Mašow)[8] mit den Wohnplätzen Buschmühle, Gröbitz Siedlung (teilw. zu Gröbitz) und Tanneberg
- Ponnsdorf (Bónojce)[9]

## Geschichte
Die heutigen Ortsteile der Gemeinde gehörten seit 1816 zum Kreis Luckau der preußischen Provinz Brandenburg (bis 1947) bzw. im Land Brandenburg (1947–1952) und ab 1952 zum Kreis Finsterwalde im DDR-Bezirk Cottbus. Seit 1993 liegen sie im brandenburgischen Landkreis Elbe-Elster.
Im Zuge der Ämterbildung 1992 in Brandenburg entstand am 21. Juli 1992 das Amt Kleine Elster, 1995 in Amt Kleine Elster (Niederlausitz) umbenannt. Insgesamt 14 Gemeinden waren darin zu einem Verwaltungsverbund zusammengeschlossen. Am 3. April 1995 wurde der Sitz des Amtes von Betten in die Gemeinde Massen verlegt. Die Gemeinde Massen-Niederlausitz entstand am 31. Dezember 1997 durch den Zusammenschluss der bisherigen amtsangehörigen Gemeinden Babben, Betten, Lindthal und Massen. Am 31. Dezember 2001 kamen Gröbitz und Ponnsdorf hinzu.

## Bevölkerungsentwicklung
| Jahr | Einwohner |
| ---- | --------- |
| 2002 | 2 382     |
| 2005 | 2 309     |
| 2010 | 2 093     |
| 2015 | 1 962     |
| 2020 | 1 838     |

| Jahr | Einwohner |
| ---- | --------- |
| 2021 | 1 864     |
| 2022 | 1 865     |
| 2023 | 1 875     |
| 2024 | 1 890     |

Gebietsstand des jeweiligen Jahres, Einwohnerzahl: Stand 31. Dezember, ab 2011 auf Basis des Zensus 2011, ab 2022 auf Basis des Zensus 2022

## Politik

### Gemeindevertretung
Die Gemeindevertretung von Massen-Niederlausitz besteht aus zwölf Gemeindevertretern und dem ehrenamtlichen Bürgermeister. Die Kommunalwahl am 9. Juni 2024 führte bei einer Wahlbeteiligung von 80,0 % zu folgendem Ergebnis:
| Partei / Wählergruppe                   | Stimmenanteil | Sitze |
| --------------------------------------- | ------------- | ----- |
| CDU                                     | 33,5 %        | 4     |
| Unabhängige Wählergemeinschaft Massen   | 25,1 %        | 3     |
| SPD                                     | 22,6 %        | 3     |
| Einzelbewerberin Liane Pötzsch          | 08,0 %        | 1     |
| Einzelbewerber Heiko Mehnert            | 07,6 %        | 1     |
| Einzelbewerberin Maria-Angela Matuschka | 03,2 %        | –     |

### Bürgermeister
- 2003–2014: Wilfried Klähr (Unabhängige Wählergemeinschaft Massen)[17]
- 2014–2024: Lutz Modrow (SPD)[18]
- seit 2024: Mike Prach (Unabhängige Wählergemeinschaft Massen)

Prach wurde bei der Bürgermeisterstichwahl am 30. Juni 2024 mit 66,9 % der gültigen Stimmen für eine Amtszeit von fünf Jahren gewählt.

## Kultur & Sehenswürdigkeiten

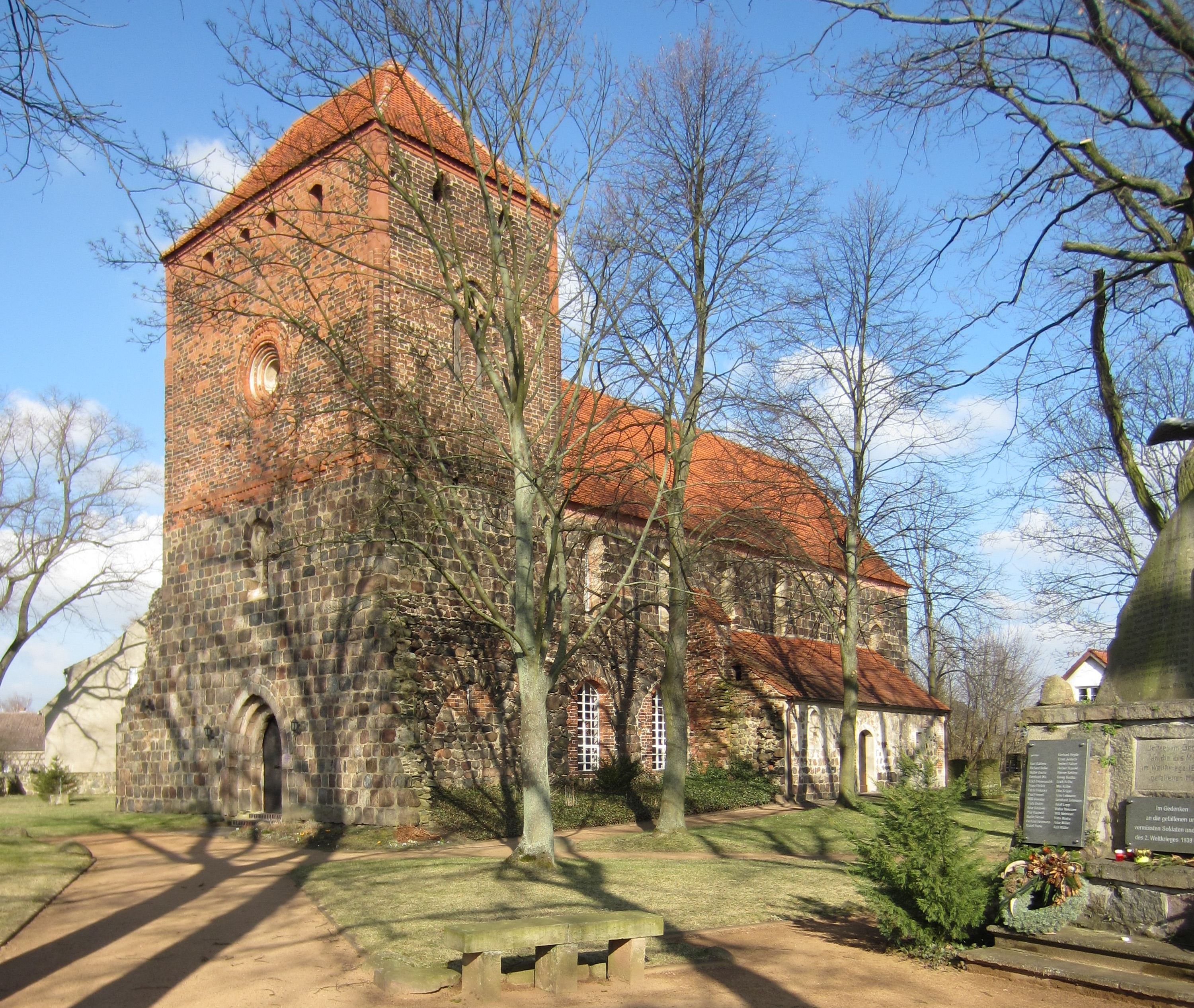
Dorfkirche Massen

In der Liste der Baudenkmale in Massen-Niederlausitz und in der Liste der Bodendenkmale in Massen-Niederlausitz stehen die in der Denkmalliste des Landes Brandenburg eingetragenen Kulturdenkmale.
- Die barocke Dorfkirche Babben aus dem Jahr 1733.
- Die Dorfkirche Betten aus der zweiten Hälfte des 13. Jahrhunderts.
- Die Dorfkirche Massen stammt ebenfalls aus dem 13. Jahrhundert
- Denkmal von 1967 auf dem Waldfriedhof, das an die umgekommenen französischen und polnischen Zwangsarbeiter und Kriegsgefangenen erinnert, die während des Zweiten Weltkrieges in zwei Lagern lebten und für die Finsterwalder Maschinen GmbH arbeiten mussten.
- Schwarze Frau von Massen, Skulptur des Bildhauers Frieder Preis in der Dorfmitte, die auf einer Lausitzer Sage beruht.[21]
- Eine weitere Skulptur, die stählerne Pusteblume, befindet sich seit September 2018 am Eingang zum Gewerbepark an der B 96.
- Im ehemaligen Gasthaus "Linde" befindet sich heute der Kutschensaal. Die Ausstellung beherbergt insgesamt 18 Kutschen.

## Wirtschaft und Infrastruktur
Massen besitzt einen umfangreichen Gewerbe- und Industriepark, der direkt an der Bundesstraße 96 angesiedelt ist.
Eine der größten neu angesiedelten Firmen ist der kanadische Autozubehör-Produzent INTIER, welcher zum österreichisch-kanadischen Magna-Konzern gehört. Die Firma INTIER investierte im Jahr 2006 40 Millionen Euro in den Bau einer neuen Niederlassung in der Gemeinde Massen-Niederlausitz.
INTIER produziert Kunststoff- und Innenraumteile für zahlreiche Autohersteller wie BMW. Im März 2007 wurde mit 48 Mitarbeitern die Produktion begonnen. Bis zu 200 Mitarbeiter sollen hier künftig arbeiten.

### Verkehr
Durch Massen-Niederlausitz führt die Bundesstraße 96 zwischen Finsterwalde und Senftenberg. Die Anschlussstellen Bronkow und Großräschen der Autobahn 13 (Berlin – Dresden) liegen 17 km bzw. 18 km weit entfernt.

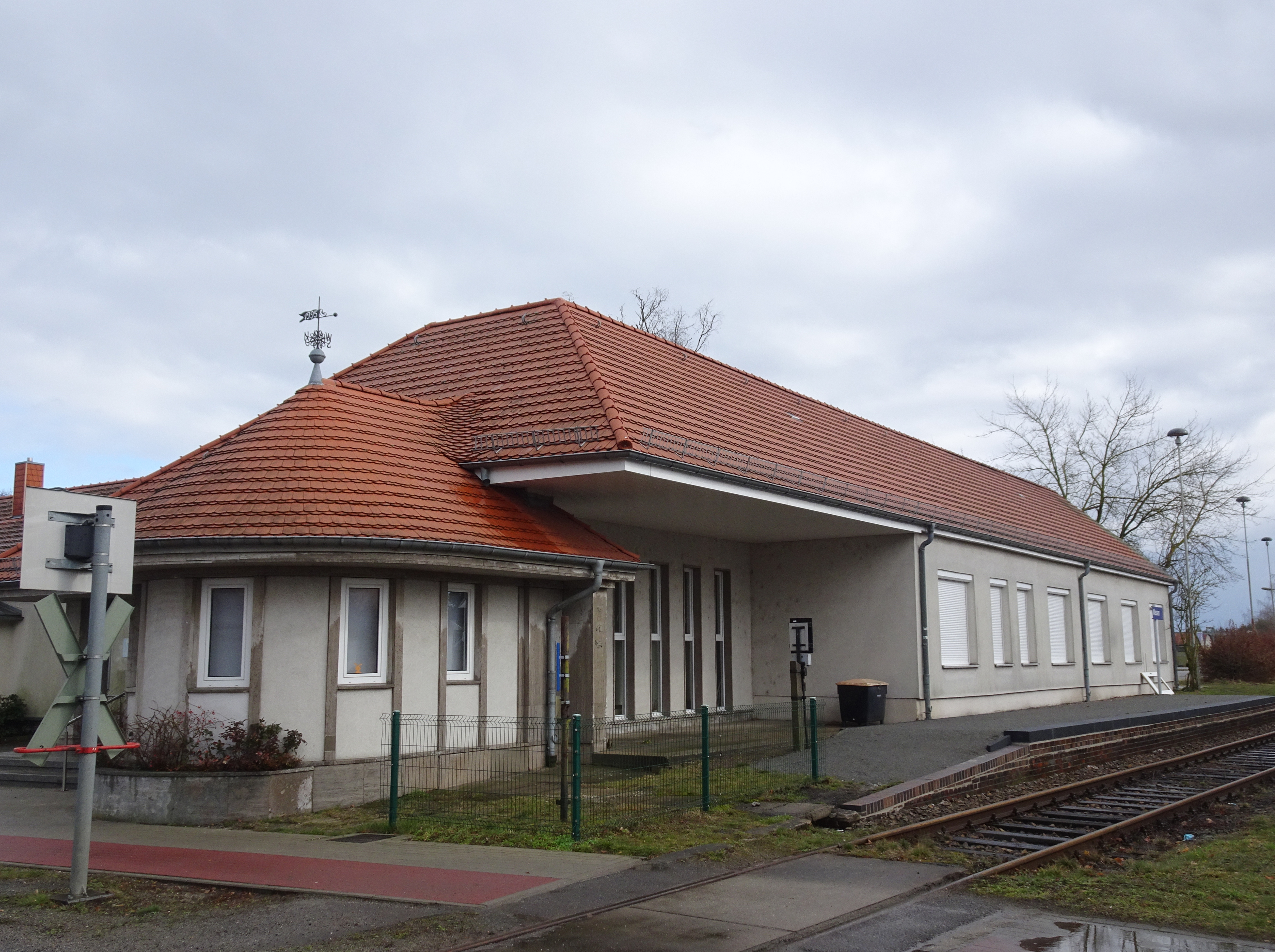
Ehemaliger Bahnhof Massen

Der nächstgelegene Bahnhof ist Finsterwalde an der elektrifizierten Bahnstrecke Halle–Cottbus. In Lindthal zweigt die Lindthal–Altdöbern Süd ab. Im Rahmen der Reaktivierung eines kurzen Teilabschnitts der Bahnstrecke Finsterwalde–Schipkau (sog. Schippchenbahn) wurde neben dem alten Bahnhof ein Haltepunkt eingerichtet. Dies betrifft lediglich Sonderfahrten von Finsterwalde zum Besucherbergwerk Abraumförderbrücke F60 und zurück.
Den öffentlichen Personennahverkehr (ÖPNV) bedienen Busse der VerkehrsManagement Elbe-Elster GmbH aus Finsterwalde.
Gegenüber des Industrieparks an der B 96 befindet sich ein Verkehrsübungsplatz, der auch für Fahrsicherheitstraining und Kartsport genutzt wird.

### Bildung
Massen besitzt eine Grund- sowie eine Oberschule.

### Sport & Freizeit
- Der TSV Germania Massen (Turn- und Sportverein Germania Massen e. V.) ist ein Sportverein im Ortsteil Massen. Der in der DDR-Zeit mehrfach umbenannte Verein wurde 1902 als Turnverein Germania gegründet und zählt heute circa 150 Mitglieder. Der Verein gliedert sich in die Abteilungen Handball, Faustball, Karneval, Fußball und Frauengymnastik.[22] Die 1998[23] eröffnete Sporthalle wurde 2019 nach dem langjährigen Vereinsvorsitzenden in Artur Walter - Halle umbenannt.[24]

- Die ursprüngliche Reitersparte des Vereins (damals als BSG Chemie Massen aktiv) ging 1973 in den Trägerverein LPG Frohes Leben Massen über und wurde schließlich am 18. Juli 1990 als Massener Reit- und Fahrverein e. V. neugegründet.[25][26]

- Des Weiteren gibt es im Ortsteil den Schießklub Weidmannsheil Massen 1922 e. V.[27][28]

- Seit 2017 befindet sich im Ortsteil Ponnsdorf in Richtung Finsterwalde die erste Fußballgolfanlage in Berlin-Brandenburg. Zusätzlich beherbergt Soccergolf Lausitz eine Pit-Pat-Anlage.[29]

- Im Ortsteil Babben befindet sich ein Waldbad und ein Campingplatz.

- Gokart-Rennen sind auf dem Verkehrsübungsplatz möglich.

## Persönlichkeiten
- Martin Kaschke (1610–1727), ältester Mann, der bisher in Deutschland gelebt hat, geboren in Massen
- Hannes Walter (* 1984), Politiker (SPD), Mitglied des Deutschen Bundestages, lebt in Massen-Niederlausitz